# استانیسواو هالر
استانیسواو هالر (انگلیسی: Stanisław Haller; ۲۶ آوریل ۱۸۷۲ – ۱۹۴۰) یک فرد نظامی اهل لهستان بود.